# エイノ・カイラ
エイノ・サカリ・カイラ（フィンランド語: Eino Sakari Kaila、1890年8月9日 - 1958年7月31日）はフィンランドの哲学者、評論家、教師。彼は心理学（フィンランド心理学の創始者とされることもある）、物理学、演劇など多くの分野を研究しており、人間科学と自然科学の様々な分野の間の共通した原則を見つけようとした。

## 生涯

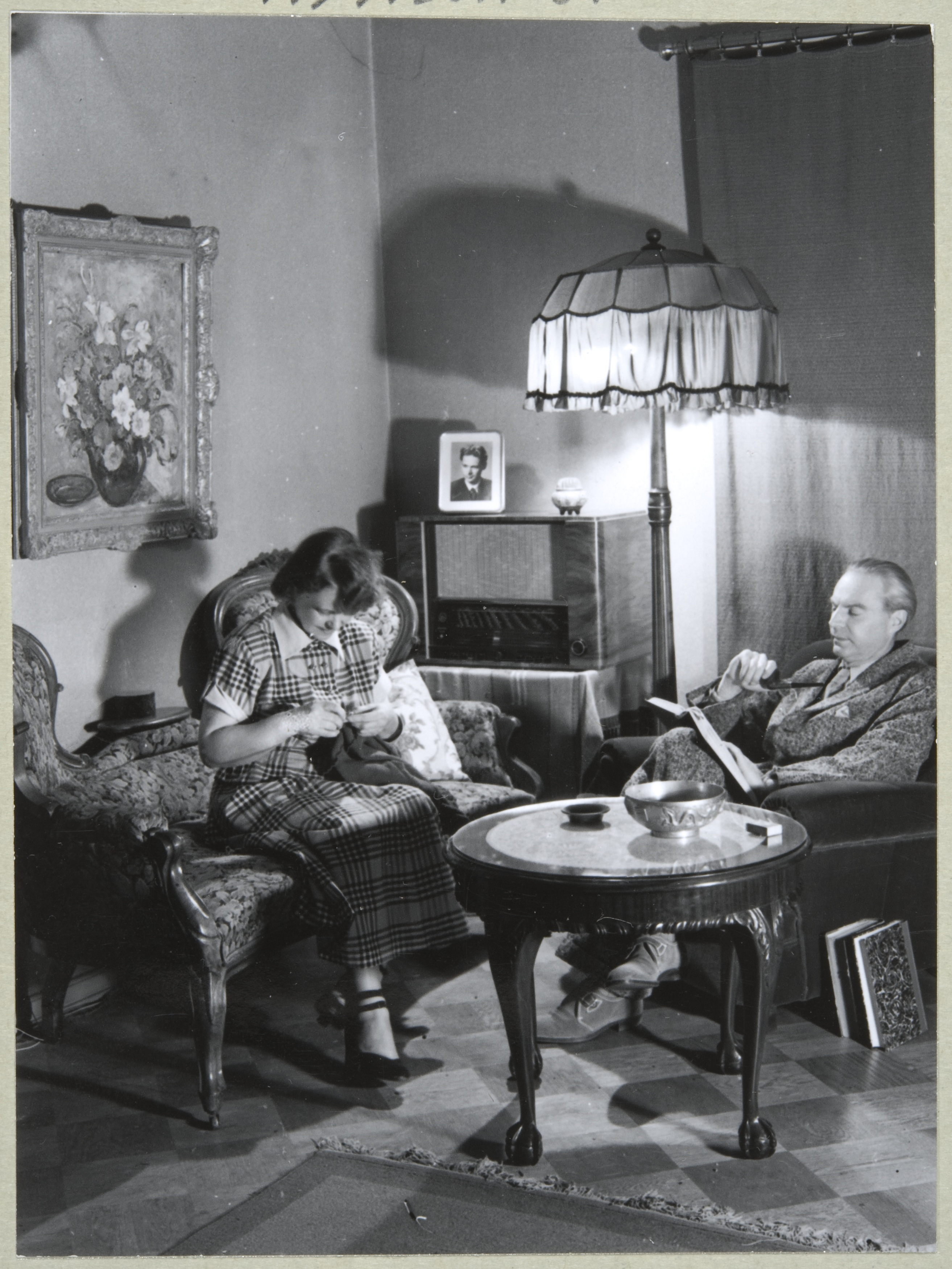
エイノ・カイラと妻のアンナ・ロヴィサ・スネルマン（左）、1945年頃。

エイノ・カイラは1890年8月9日に当時ロシア帝国領のフィンランド大公国アラヤルヴィで生まれた。カイラの父エルッキ・カイラはプロテスタントの牧師であり、後に大主教に叙されている。エイノ・カイラは1910年にヘルシンキ大学を出て、1920年代にトゥルク大学で文芸評論と心理学の教授を務めた。彼はゲシュタルト心理学をフィンランドに紹介した人と言われている。またジャン・シベリウスやフランス・エーミル・シランペーが集う文学サークルの間にいるという。1916年にユーハン・ヴィルヘルム・スネルマンの孫娘で画家のアンナ・ロヴィサ・スネルマンと結婚した。彼はヘルシンキ大学の講師とトゥルク大学の教授として働き、1930年にヘルシンキ大学の理論哲学教授に任命された。1930年代、カイラはウィーン学団と関連付けられていることが多い。

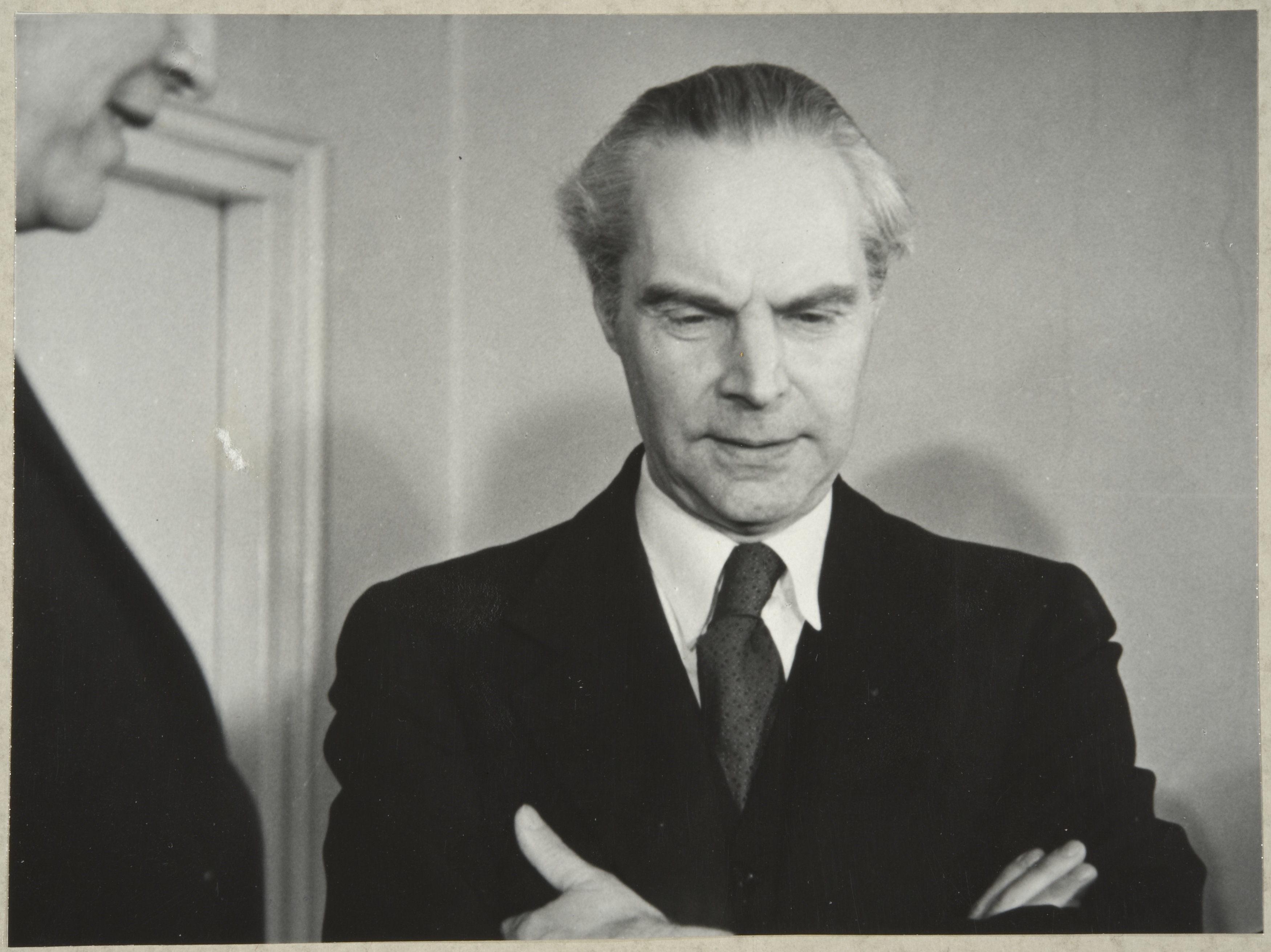
1953年-1957年頃のエイノ・カイラ。

第二次世界大戦中、カイラはドイツで講義した。1948年にはフィンランド・アカデミーの会員になった。1958年7月31日、キルッコヌンミで死去した。

## 思想
論理実証主義に深く影響されて、経験に基づかない推測を批判したものの、カイラはその著作の全てで全体論の、そしてほぼ汎神論的と言えるほどの事物に対する理解を目指していた。心理学では自然主義のアプローチをとった。彼の著作ペルソーナッリスース（Persoonallisuus、「個性」、1934年）は哲学の一面もある心理学の研究であり、心理学現象の生物学的本質を重要視した。晩年には万物の理論を構築しようとしたTerminalkausalität Als Die Grundlage Eines Unitarischen Naturbegriffsという大型研究の連作となる予定の著作を出版したが、フィンランド以外では顧みられなかった。
第二次世界大戦の終戦以前に国家社会主義への支持を撤回したが、彼は「西方」と「東方」の思想の差について書き、民主が機能するには人類の同質性が必要であると主張した。戦後、カイラのエドヴィン・リンコミエスとヴェイッコ・アンテロ・コスケンニエミとの親友関係が政治的に影を落とした。

## 影響
カイラの最も有名な学生はケンブリッジ大学のルートヴィヒ・ウィトゲンシュタインの後継者であるゲオルク・ヘンリク・フォン・ウリクトだった。カイラが称えた、ドイツの影響を深く受けた分析哲学および観念論の哲学はフィンランドの哲学界を支配、その風潮は1980年代に大陸哲学の影響が表れるまで続いた。
カイラはヘルシンキ大学の心理学実験室を創設、次の世代の心理学者を教育した。彼は心理学における博士学位の設立に貢献、エドヴィン・リンコミエスとともに政治学部を設立した。

## 著作
- Über die Motivation und die Entscheidung (博士論文, 1916)
- Ernest Renan (1917)
- Sielunelämä biologisena ilmiönä (Helsinki: Otava, 1920)
- Sielunelämän rakenne (1923)
- Der Satz vom Ausgleich des Zufalls und das Kausalprinzip. Erkenntnislogische Studien (1925)
- Die Prinzipien der Wahrscheinlichkeitslogik (1926)
- Sielunelämän rakenne (Porvoo: WSOY, 1926}
- Probleme der Deduktion (1928)
- Beiträge zu einer synthetischen Philosophie (1928、ドイツ語版), Nykyinen maailmankäsitys (Helsinki: Otava, 1929、フィンランド語版)
- Der Logistische Neupositivismus (1930)
- Die Reaktionen des Säuglingsauf das menschliche Gesicht (1932)
- Persoonallisuus (Helsinki: Otava, 1934, 「個性」), 8th edition 1982, ISBN 952-99366-6-4.
- Über das System der Wirklichkeitsbegriffe. Ein Beitrag zum logische Empirismus (Acta Philosophica Fennia（英語版）, 1936)
- Inhimillinen tieto. Mitä se on ja mitä se ei ole (Helsinki: Otava, 1939、「人類の知識。それは何か、何ではないか」)
- Syvähenkinen elämä (1943). 3rd supplimented edition:  Syvähenkinen elämä. Keskusteluja viimeisistä kysymyksistä. Helsinki: Otava. (1985). ISBN 951-37-1741-0
- Tankens oro (1944)
- Terminalkausalität Als Die Grundlage Eines Unitarischen Naturbegriffs (1956)
- Hahmottuva maailma (未完成, 1958)

### 作品集
- Valitut teokset 1. Helsinki: Otava. (1990). ISBN 951-1-11381-X
- Valitut teokset 2. Helsinki: Otava. (1992). ISBN 951-1-11381-X